# Манастир Драговољићи
Манастир Драговољићи се налази у селу Драговољићи, у близини Никшића, у Црној Гори. Припада Епархији будимљанско-никшићкој Српске православне цркве.

## Прошлост
Говорећи о древној светињи Светог Спаса у Драговољићима, рекао да та светиња памти Немањиће и стару славу нашег народа, памти многа страдања наших предака, сеобе, расељавања, паљевине, али је, кроз читаву своју крсто-васкрсну историју, увијек пјевала у славу Божју и представљала нешто изузетно. Подигао га је Вукан Немањић у 13 вијеку.
Зидно сликарство у цркви Св. Спаса приписује се живописцу поп Страхињи из Будимља. Обновљеном храму у међуратном времену звоно је поклонио краљ Александар Карађорђевић. Звоно је изливено у фирми "Ливница звона" инжињера Предрага Јовановића из Новог Сада.